# Marrubium supinum
Espèce
Classification phylogénétique
Marrubium supinum, qui a pour nom commun Marrube couché, est une espèce de plantes à fleurs de la famille des Lamiaceae et du genre Marrubium.

## Description
Marrubium supinum est une plante herbacée vivace faisant un arbrisseau de 15 à 80 cm de haut, à base ligneuse et à tiges tomenteuses quadrangulaires et un peu laineuses.
Les feuilles, de 2 à 6,5 cm de long et de 1 à 3 cm de large, sont suborbiculaires, orbiculaires ou ovales, très poilues sur la face supérieure, à l'exception des nervures, poilues sur la face inférieure, surtout sur les nervures, et avec un pétiole de 2 à 4 cm, très long sur les feuilles inférieures. L'inflorescence est constituée de verticilles globuleuses de 2 à 3 cm de diamètre, portant chacune 16 à 26 fleurs. Les bractées, de 2,5 à 3 cm de long et de 1 à 1,5 cm de large, pétiolées ou sessiles, sont elliptiques, arquées vers le bas et les bractéoles, de 6 à 10 mm, sont linéaires, fines, aiguës, presque pointues, poilues, recourbées vers le haut.
Les fleurs ont un calice centimétrique, à 10 nervures, à poils longs et soyeux, étoilé à la base et à 5 dents égales, presque linéaires, poilues, dressées ou légèrement recourbées vers l'extérieur, tandis que la corolle, de couleur crème ou violette, a le dessus labelle de 4 à 6 mm, bifide jusqu'à plus d'un tiers de sa longueur et la lèvre inférieure avec un grand lobe central de 4 à 6 mm de long et de 3 à 5 mm de large, orbiculaire, plus ou moins émarginé, et avec 2 lobes latéraux beaucoup plus petits. Elle fleurit d'avril à août.
Les fruits sont tétranuculés avec des méricarpes mesurant de 2 à 2,5 mm de long et de 1 à 1,5 mm de large, trigones, avec une surface quelque peu granuleuse, surtout sur les 2 petites faces (internes), et de couleur brun foncé.

## Répartition
L'espèce est présente en Espagne (moitié orientale) et, bien que plus rare, en Afrique du Nord (Maroc, Algérie et Tunisie).
Elle pousse sur les sols caillouteux, les terres non cultivées, les bords des routes, les lieux plus ou moins nitrifiés, presque dans tous les substrat, jusqu'à 2 500 m d'altitude.

## Parasitologie
La feuille a pour parasites Dibolia cynoglossi (sv), Aphis ballotae (sv), Leveillula duriaei. La racine a pour parasite Chamaesphecia mysiniformis.